# Ondertongspeekselklier
De ondertongspeekselklier, ondertongsklier of glandula sublingualis is een exocriene klier die speeksel produceert en naar de mondholte afscheidt. De beide ondertongspeekselklieren bevinden zich onder de tong in de mondholte.
In de ondertongspeekselklier kan zich een speekselsteen ontwikkelen.